# Rellotge de missa

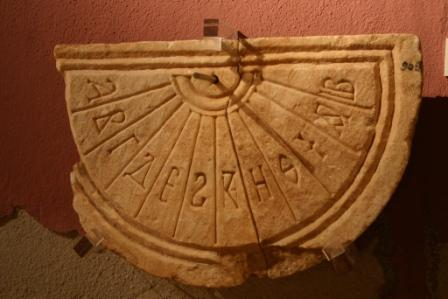
Exemple de rellotge de missa exposat al Museu Arqueològic d'Istanbul.

Un rellotge de sol canònic o rellotge de missa és una mena de rellotge de sol que indica en l'escala les hores canòniques, de manera poc precisa, típic l'edat mitjana. Es tracta d'un rellotge que sovint s'ha instal·lat a les façanes meridionals d'esglésies medievals o monestirs, i ocasionalment, en alguns monestirs d'èpoques més tardanes. És de construcció molt rudimentària.
Aquests rellotges estan formats per feixos radials de línies convergents, limitades per un entorn la majoria de les vegades de forma circular o semicircular amb centre en el punt comú de les línies. L'angle entre les línies forma, o intenta formar, angles iguals entre si. El nombre de línies és variable i moltes vegades no coincideix amb les dotze dels rellotges de sol de hores temporàries. Aquests rellotges sovint són de mida petita, situats gairebé sempre a l'abast de la mà i amb el seu centre poc marcat.